# Lophiomyinae
Los lofiominos (Lophiomyinae) son una subfamilia de roedores miomorfos de la familia Muridae. Actualmente solo se reconoce una especie viva, Lophiomys imhausi, propia de África oriental, pero se han encontrado fósiles de la subfamilia en el norte de África y en la península ibérica (España).

## Géneros
Se reconocen los siguientes:
- †Protolophiomys
- Lophiomys